# Susanne Jung (Leichtathletin)
Susanne Jung (* 17. Mai 1963 in Meiningen) ist eine ehemalige deutsche Speerwerferin, die für die DDR startete.
Sie begann bei der BSG Aktivist Unterbreizbach und startete als Leistungssportlerin für den SC Turbine Erfurt.
1987 gewann sie die Silbermedaille bei der Universiade und wurde Fünfte bei den Leichtathletik-Weltmeisterschaften in Rom. Bei den DDR-Meisterschaften wurde sie 1987 Zweite (mit ihrer persönlichen Bestweite von 69,60 m) und 1990 Dritte.